# Ligne 6 du métro de Berlin
Pour les articles homonymes, voir Ligne 6 et U6.
La ligne 6 du métro de Berlin ou U6 est l'une des neuf lignes du métro du métro de Berlin. Elle relie Alt-Tegel, au nord, à Alt-Mariendorf, au sud de la capitale allemande.
Ouverte en 1923, elle compte aujourd'hui 29 stations pour une longueur de 19,6 km et un temps de parcours d'environ 38 minutes. Son tracé est majoritairement souterrain.

## Histoire

### Chronologie
- 1919 : Début des travaux de la ligne de métro nord-sud.
- 30 janvier 1923 : Ouverture de la section Naturkundemuseum - Hallesches Tor
- 8 mars 1923 : Prolongement au nord jusqu'à Seestraße
- 19 avril 1924 : Prolongement au sud jusqu'à Mehringdamm
- 14 février 1926 : Prolongement au sud jusqu'à Platz der Luftbrücke
- 10 septembre 1927 : Prolongement au sud jusqu'à Paradestraße
- 22 septembre 1929 : Prolongement au sud jusqu'à Tempelhof
- 3 mai 1956 : Prolongement au nord jusqu'à Kurt-Schumacher-Platz
- 31 mai 1958 : Prolongement au nord jusqu'à Alt-Tegel
- 28 février 1966 : Prolongement au sud jusqu'à Alt-Mariendorf

### Les stations fantômes
Durant l'existence du Mur de Berlin entre 1961 et 1990, les stations de la section traversant Berlin-Est comprises entre celle de Reinickendorfer Straße et Kochstraße furent fermées. Ainsi, les rames circulaient sans arrêt dans ces stations dites « fantômes », sur les quais desquelles des policiers de l'Est patrouillaient pour dissuader tout occidental de descendre en cas d'arrêt de la rame, et pour empêcher tout Berlinois de l’Est d'essayer de monter. Seule la station de Friedrichstraße, qui possédait un poste de contrôle, restait ouverte de 7 h à minuit.

## Liste des stations

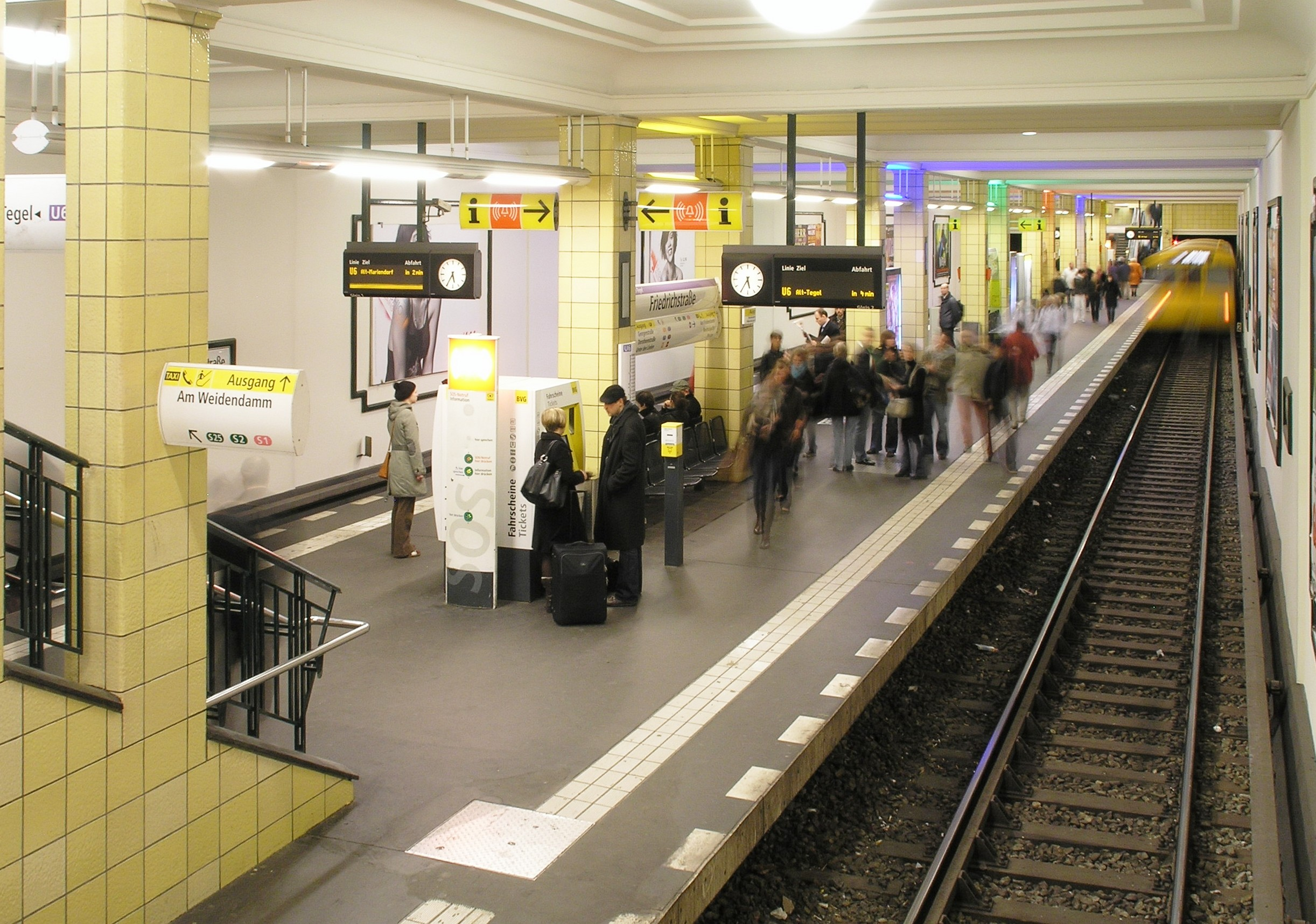
Le quai de Friedrichstraße.

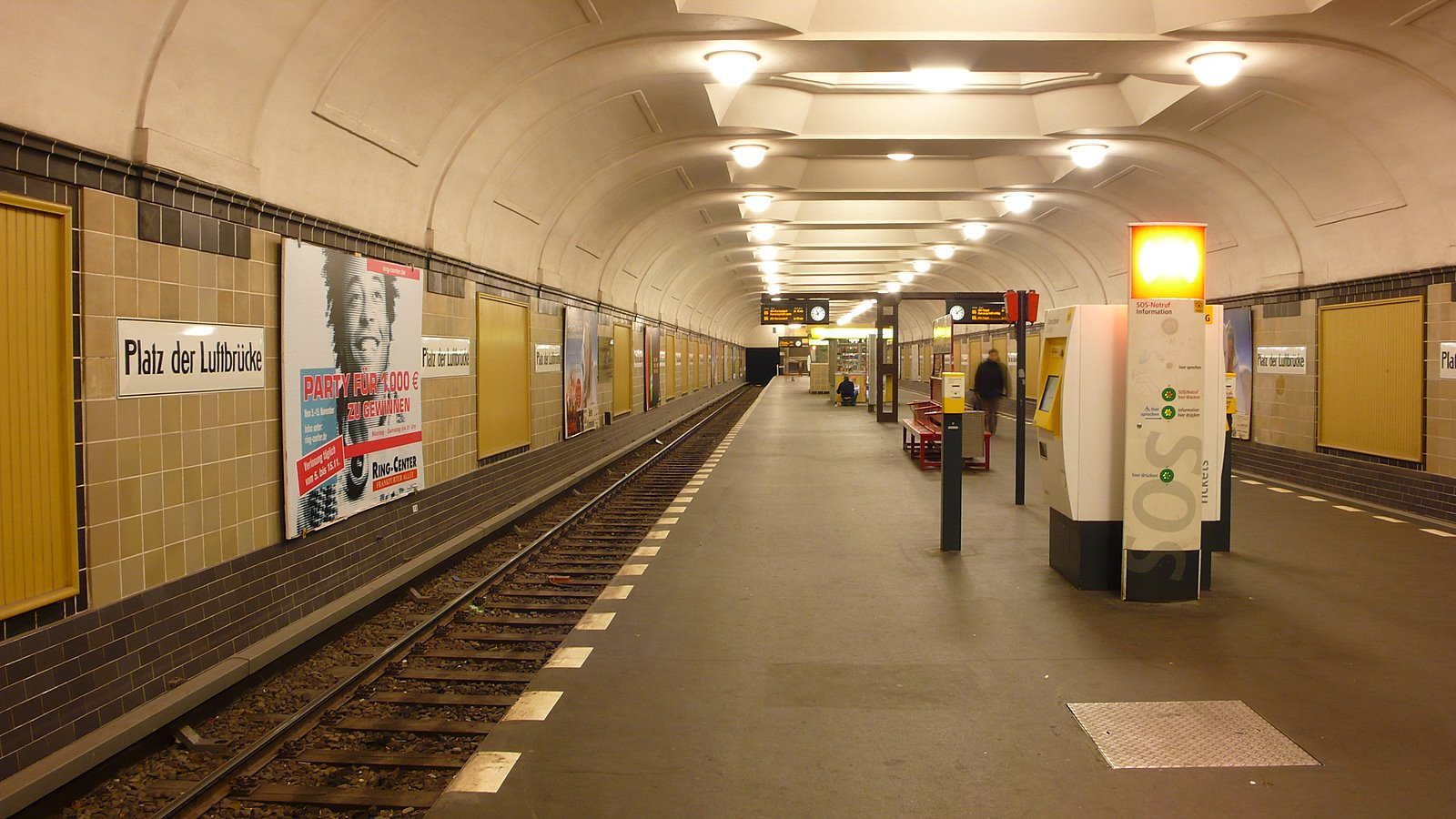
Le quai de la station Platz der Luftbrücke.

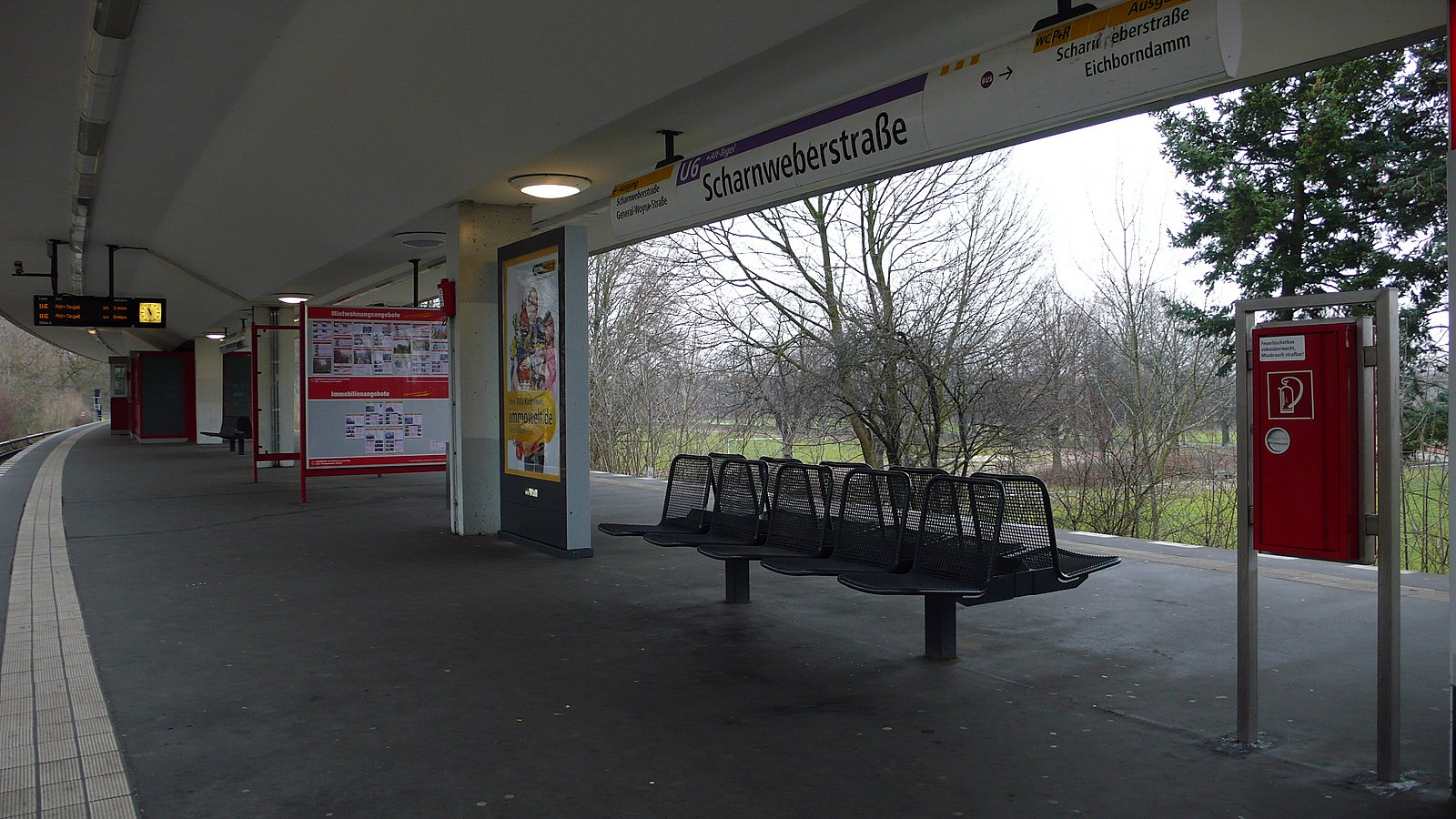
Une section au nord de la ligne 6 est en surface, comme à la station Scharnweberstraße.

En partant de l'extrémité nord de la ligne 6 (Les stations en gras servent de départ ou de terminus à certaines missions) : 
| PK   |  |   |  | Station                                   | Quartier      | Correspondance |  |
| ---- |  | - |  | ----------------------------------------- | ------------- | -------------- |  |
| 0,0  |  | o |  | Alt-Tegel                                 | Tegel         |                |  |
| 0,9  |  | • |  | Borsigwerke                               | Tegel         |                |  |
| 1,7  |  | • |  | Holzhauser Straße                         | Tegel         |                |  |
| 2,4  |  | • |  | Otisstraße                                | Reinickendorf |                |  |
| 3,2  |  | • |  | Scharnweberstraße                         | Reinickendorf |                |  |
| 4,3  |  | • |  | Kurt-Schumacher-Platz                     | Reinickendorf |                |  |
| 4,9  |  | • |  | Afrikanische Straße                       | Wedding       |                |  |
| 5,5  |  | • |  | Rehberge                                  | Wedding       |                |  |
| 6,6  |  | o |  | Seestraße                                 | Wedding       |                |  |
| 7,2  |  | o |  | Leopoldplatz                              | Wedding       |                |  |
| 7,7  |  | o |  | Wedding                                   | Wedding       |                |  |
| 8,2  |  | • |  | Reinickendorfer Straße                    | Wedding       |                |  |
| 8,9  |  | • |  | Schwartzkopffstraße                       | Mitte         |                |  |
| 9,5  |  | • |  | Naturkundemuseum                          | Mitte         |                |  |
| 10,2 |  | o |  | Oranienburger Tor                         | Mitte         |                |  |
| 10,8 |  | o |  | Friedrichstraße                           | Mitte         |                |  |
| 11,1 |  | o |  | Unter den Linden                          | Mitte         |                |  |
| 11,4 |  | • |  | Französische Straße (station désaffectée) | Mitte         |                |  |
| 11,9 |  | o |  | Stadtmitte                                | Mitte         |                |  |
| 12,4 |  | • |  | Kochstraße Checkpoint Charlie             | Kreuzberg     |                |  |
| 13,2 |  | o |  | Hallesches Tor                            | Kreuzberg     |                |  |
| 13,7 |  | o |  | Mehringdamm                               | Kreuzberg     |                |  |
| 14,7 |  | • |  | Platz der Luftbrücke                      | Kreuzberg     |                |  |
| 15,6 |  | • |  | Paradestraße                              | Tempelhof     |                |  |
| 16,5 |  | o |  | Tempelhof                                 | Tempelhof     |                |  |
| 17,0 |  | • |  | Alt-Tempelhof                             | Tempelhof     |                |  |
| 17,6 |  | • |  | Kaiserin-Augusta-Straße                   | Tempelhof     |                |  |
| 18,5 |  | • |  | Ullsteinstraße                            | Tempelhof     |                |  |
| 19,2 |  | • |  | Westphalweg                               | Mariendorf    |                |  |
| 19,8 |  | • |  | Alt-Mariendorf                            | Mariendorf    |                |  |

### Stations ayant changé de nom
- Tegel est devenue Alt-Tegel le 31 mai 1992.
- Seidelstraße (Flugplatz Tegel) est devenue Seidelstraße (Flughafen Tegel) en 1961, puis Seidelstraße en novembre 1974 et enfin Otisstraße le 6 janvier 2003.
- Bahnhof Wedding est devenue simplement Wedding en 1972.
- Schwartzkopffstraße est devenue Walter-Ulbricht-Stadion le 23 avril 1951, puis Stadion der Weltjugend le 15 mars 1973 avant de redevenir Schwartzkopffstraße en 1991.
- Stettiner Bahnhof, ainsi inaugurée du fait de sa proximité avec la gare de Stettin, est renommée Nordbahnhof en 1951, puis Zinnowitzer Straße le 3 octobre 1991 et enfin Naturkundemuseum le 13 décembre 2009.
- Stadtbahn est devenue Stadtbahn (Friedrichstraße) en 1924, puis Bahnhof Friedrichstraße en 1936 et Friedrichstraße tout court en 1976.
- Leipziger Straße est devenue Friedrichstadt (Leipziger Straße) puis Stadtmitte
- Belle-Alliance-Straße est devenue Franz-Mehring-Straße le 11 juin 1945 puis peu après Mehringdamm
- Kreuzberg est devenue Flughafen en 1937 puis Platz der Luftbrücke en 1975.
- Flughafen est devenue Paradestraße en 1937.

## Lieux desservis
- L'Institut Robert-Koch à la station Oranienburger Tor ;
- Le Friedrichstadt-Palast à la station Oranienburger Tor ;
- L'ancien squat d'artistes Tacheles à la station Oranienburger Tor ;